# Hasbro Interactive
Hasbro Interactive var en amerikansk datorspelutvecklare och publiceringsdotterbolag till Hasbro, det stora spel- och leksaksföretaget. Flera av Hasbro Interactive studior stängdes i början av 2000 och de flesta av fastigheter såldes till Infogrames Interactive. Det sluta med att studios stängningar 2001.